# Zapomnij mi (singel Sarsy)
„Zapomnij mi” – trzeci singel pochodzący z albumu Sarsy o tym samym tytule. Singel został wydany 7 grudnia 2015 przez Universal Music Polska.
Nagranie uzyskało status platynowej płyty.

## Teledysk
Oficjalny teledysk do singla miał premierę 26.11.2015 roku. Reżyserem wideoklipu był Alan Kępski.

## Tom Swoonremix
W 2016 roku ukazał się remiks w wykonaniu polskiego DJ-a Toma Swoona.

## Notowania
| Kraj   | Lista (2015)      | Najwyższa pozycja |
| ------ | ----------------- | ----------------- |
| Polska | AirPlay – Top     | 6                 |
| Polska | AirPlay – Nowości | 1                 |

### Pozycje na radiowych listach przebojów
| Kraj   | Lista (2015)                                    | Najwyższa pozycja |
| ------ | ----------------------------------------------- | ----------------- |
| Polska | Radio Bielsko (Codzienna Lista Przebojów)       | 1                 |
| Polska | Radio Eska (Gorąca 20)                          | 1                 |
| Polska | RMF FM (POPLista)                               | 1                 |
| Polska | Radio Zet (Lista przebojów)                     | 1                 |
| Polska | Radio Koszalin (Złota Trzydziestka)             | 2                 |
| Polska | Radio PiK (Lista przebojów polskiego Radia PiK) | 9                 |
| Polska | Radio Szczecin (SLiP)                           | 12                |
| Polska | RMF Maxxx (Hop Bęc)                             | 16                |